# نجوم الكيمياء
نجوم الكيمياء (白夜極光، "White Night Aurora") هي لعبة لعب أدوار تكتيكية مجانية تم إنشاؤها بواسطة استوديو توردوج ونشرتها المستوى اللانهائي . تم إصداره عالميًا في 17 يونيو 2021 لأجهزة أندرويد وآي أو إس.
تجري أحداثها في أسترا، وهو عالم يسكنه أشخاص يعرفون أنفسهم على أنهم أوروريون، والذين يقاتلون ضد الكسوف الشرير. أنت تلعب دور الملاح الذي تسميه داخل اللعبة وهو أحد الناجين من سباق كاليستيت الذي قضى ما يقرب من 17 عامًا مختبئًا مع عملاق يُدعى سوروز ، وتتعاون مع الشفق أثناء معركتهم ضد الكسوف .

## طريقة اللعب

مرحلة في Alchemy Stars. يقوم اللاعبون بإنشاء مسار من البلاط المتصل لمهاجمة الأعداء.

في هذه اللعبة عليك بناء فريق من خمسة أوروريين؛ يستخدم كل منهم واحدًا من العناصر الأربعة. نظرًا لأن هذه لعبة لعب أدوار تكتيكية تستخدم الإستراتيجية، فإن الهدف الأساسي من اللعبة هو أنه يتعين عليك توجيه هذه الشخصيات عبر سلسلة من المربعات المتصلة من نفس العنصر. كلما زاد طول المسار، يمكن زيادة قوة هجوم الشخصيات ونطاقها. يمكنك أيضًا تفعيل قدرات الشخصية، ومن بينها تغيير عناصر البلاط، أو النقل الآني أو الشفاء، وما إلى ذلك.
عندما لا تكون في القتال، يمكنك بناء قاعدة ويمكنك التفاعل مع شخصياتك أو رفع مستواها. في العملاق، يمكنك زيادة تقاربهم مع الشفق القطبي الفردي أو جمع المواد لاستخدامها في ترقية إحصائياتهم. من خلال حدائق السحاب، يمكنك التحكم في الملاح على خريطة صغيرة ثلاثية الأبعاد ومن هناك يمكنك جمع المواد من خلال الألعاب الصغيرة التي تشمل صيد الأسماك وتقطيع الأخشاب وجمع الخام من بين أشياء أخرى لرفع مستوى قاعدتك.

## تطوير
تم تأليف الموسيقى التصويرية للعبة بواسطة أسامي تاتشيبانا، في حين أن الأغنية الرئيسية "منتصف الليل الأبيض" (白夜) كتبها المغني الياباني ريول. حصل الفيلم على أكثر من مليون تسجيل مسبق قبل إصداره، وتم إصداره عالميًا باللغتين الإنجليزية واليابانية في يونيو 2021.
تم الترويج للإطلاق العالمي للعبة عبر الإنترنت من خلال موقع الرسوم المتحركة كرانشي رول، بينما أعلنت تنيسنت غيمز عن مسابقة توضيحية على بكسيف، بتكليف من شوكو ناكاغاوا وفنانين آخرين.

## استقبال
نالت اللعبة استحسانًا كبيرًا بسبب قصتها وطريقة لعبها عند إصدارها. وتجاوزت اللعبة 10 ملايين عملية تنزيل اعتبارًا من سبتمبر 2021.

## ملحوظات
1. ↑  Released as Alchemy Stars: Aurora Blast in the الولايات المتحدة.

## روابط خارجية
- الموقع الرسمي
- الموقع الرسمي باللغة الصينية